# Lightsum
Lightsum (кор. 라잇썸; романизация: Raitsseom; стилизуется LIGHTSUM; читается как Лайтсам) — южнокорейская гёрл-группа, сформированная в 2021 году компанией Cube Entertainment. Коллектив состоит из шести участниц: Сана, Човон, Наён, Хина, Джухён (лидер) и Юджон. Дебют состоялся 10 июня 2021 года с сингловым-альбомом Vanilla. 25 октября 2022 года группу покинули Хвиён и Джиан.

## Название
Яркий свет «Light» объединяет в одно целое «Sum», чтобы охватить всех во всем мире, став группой, которая будет передавать больше положительной энергии каждому через свое послание надежды.

## История

### Пре-дебют
Джухён участвовала в проекте Unit: Idol Rebooting в 2017—2018 годах, где заняла 25-е место. Човон, Наён и Юджон приняли участие в шоу на выживание Produce 48 в 2018 году, где они заняли 13-е, 21-е и 51-е места соответственно. Позже выяснилось, что Човон должна была попасть в финальный состав проектной женской группы IZ*ONE, и что по итогу она заняла 6-е место. Позже Джухён участвовал в Dancing High в 2018 году, но не прошела оценочный раунд.
Човон снялась в таких фильмах как: Bully Bad Guys и The Dominator 3: Junior Bullies в 2020 году.

### 2021—н.в: Дебют сVanilla,Light a Wish,Into The Lightи уходы Хвиён и Джиан
15 апреля Cube Entertainment объявили о дебюте своей новой женской группы, первой с момента дебюта (G)I-DLE в 2018 году. Участницы были представлены парами с 19 по 22 апреля. Видео-трейлер со всеми восемью участницами был выпущен 23 апреля. 27 мая было объявлено, что Lightsum выпустят свой дебютный сингл-альбом Vanilla 10 июня. Группа дебютировала в эфире музыкального шоу телеканала Mnet M Countdown 10 июня, где они исполнили свой дебютный сингл.
13 октября, Lightsum выпустили второй сингловой-альбом Light a Wish, с ведущим треком «Vivace».
24 мая 2022 года группа выпустила первый мини-альбом Into The Light, с ведущим треком «Alive».
25 октября Cube Entertainment объявили об уходе участниц Хвиён и Джиан из группы и о том, что Lightsum будут реорганизованы в группу из шести человек без дополнительных участниц.
В июне 2023 года Сана участвовала в шоу на выживание женской группы Mnet Queendom Puzzle в качестве участницы, она выбыла в первых отборочных раундах. 21 сентября было объявлено, что Lightsum выпустят свой второй мини-альбом Honey or Spice 11 октября.

## Участницы
| Сценический псевдоним | Сценический псевдоним | Настоящее имя | Настоящее имя    | Дата рождения | Позиция в группе                          |
| Основной              | Другой                | На русском    | Хангыль/Японский | Дата рождения | Позиция в группе                          |
| --------------------- | --------------------- | ------------- | ---------------- | ------------- | ----------------------------------------- |
| Джухён                | Juhyeon               | Ли Джу Хён    | 이주현           | 08.04.2004    | Лидер, главный танцор, ведущая вокалистка |
| Сана                  | Sangah                | Юн Са На      | 윤상아           | 04.09.2002    | Ведущий танцор, рэпер                     |
| Човон                 | Chowon                | Хан Чо Вон    | 한초원           | 16.09.2002    | Главная вокалистка                        |
| Наён                  | Nayoung               | Ким На Ён     | 김나영           | 30.11.2002    | Главная вокалистка, ведущий танцор        |
| Хина                  | Hina                  | Нагай Хина    | 永井 ヒナ        | 07.04.2003    | Саб-вокалистка                            |
| Юджон                 | Yujeong               | Ли Ю Джон     | 이유정           | 14.06.2004    | Саб-вокалистка, макнэ                     |

### Бывшие участницы
| Сценический псевдоним | Сценический псевдоним | Настоящее имя | Настоящее имя | Дата рождения | Позиция в группе             |
| Основной              | Другой                | На русском    | Хангыль       | Дата рождения | Позиция в группе             |
| --------------------- | --------------------- | ------------- | ------------- | ------------- | ---------------------------- |
| Хвиён                 | Huiyeon               | О Хви Ён      | 오휘연        | 01.08.2005    | Саб-вокалистка               |
| Джиан                 | Jian                  | Ким Джи Ан    | 김지안        | 04.11.2006    | Саб-вокалистка, рэпер, макнэ |

## Дискография

### Мини-альбомы
- Into The Light (2022)
- Honey or Spice (2023)

## Фильмография

### Реалити-шоу
- Lightsum — SUMDAY (2021-н.в, V Live, YouTube)
- Lightsum — SUMthing (2021-н.в, V Live, YouTube)
- Do You Lightsum (2021, Mnet)